# Bright Falls
Bright Falls je šestidílný psychothriller z roku 2010. 

## Děj
Popisuje příběh novináře, který přijíždí do ospalého městečka Bright Falls aby udělal rozhovor se známým spisovatelem. Po srážce s jelenem se mu začnou dít podivné a děsivé věci. Rozhodne se vypátrat zmizelého majitele motelu, když město zasáhne záhadná nemoc. Čím déle je člověk v Bright Falls, tím snadněji zešílí. Jake se proto rozhodne uprchnout.
Minisérie je prequelem pro videohru Alan Wake.

## Obsazení
| Christopher Forsyth | Jake Fischer (6 epizod)  |
| Merette Bartles     | Rose Darkens (3 epizody) |
| Tom Noonan          | Hal (3 epizody)          |
| Ilkka Villi         | Alan Wake (3 epizody)    |
| Hervin Perez        | Juanito (3 epizody)      |
| Rafel Torres        | Busboy (3 epizody)       |
| Allison Lange       | Ellen Adams (3 epizody)  |
| Cooper Huckabee     | Sam Smith (3 epizody)    |
| Liam Moser          | Daniel Smith (3 epizody) |